# Ftiotide (unità periferica)
La Ftiotide (in greco Περιφερειακή ενότητα Φθιώτιδας?) è una delle cinque unità periferiche in cui è divisa la periferia della Grecia Centrale. Il capoluogo è la città di Lamia.
Trae il nome dall'antica Ftia, la regione dei mitici Mirmidoni retti da Peleo e Achille ubicata all'incirca a Sud-Est della pianura della Tessaglia.

## Prefettura
La Ftiotide era una prefettura della Grecia, abolita a partire dal 1º gennaio 2011 a seguito dell'entrata in vigore della riforma amministrativa detta Programma Callicrate
La riforma amministrativa ha anche modificato la struttura dei comuni che ora si presenta come nella seguente tabella:
| Nuovo comune             | Vecchio comune            | Sede          |
| ------------------------ | ------------------------- | ------------- |
| Amflikeia-Elateia        | Amfikleia                 | Kato Tithorea |
| Amflikeia-Elateia        | Elateia                   | Kato Tithorea |
| Amflikeia-Elateia        | Tithorea                  | Kato Tithorea |
| Domokos                  | Domokos                   | Domokos       |
| Domokos                  | Thessaliotida             | Domokos       |
| Domokos                  | Xyniada                   | Domokos       |
| Lamia                    | Lamia                     | Lamia         |
| Lamia                    | Gorgopotamos              | Lamia         |
| Lamia                    | Leianokladi               | Lamia         |
| Lamia                    | Pavliani                  | Lamia         |
| Lamia                    | Ypati                     | Lamia         |
| Lokroi                   | Atalanti                  | Atalanti      |
| Lokroi                   | Dafnousia                 | Atalanti      |
| Lokroi                   | Malesina                  | Atalanti      |
| Lokroi                   | Opountia                  | Atalanti      |
| Makrakomi                | Makrakomi                 | Spercheiada   |
| Makrakomi                | Agios Georgios Tymfristou | Spercheiada   |
| Makrakomi                | Spercheiada               | Spercheiada   |
| Makrakomi                | Tymfristos                | Spercheiada   |
| Molos-Agios Konstantinos | Agios Konstantinos        | Kamena Vourla |
| Molos-Agios Konstantinos | Kamena Vourla             | Kamena Vourla |
| Molos-Agios Konstantinos | Molos                     | Kamena Vourla |
| Stylida                  | Stylida                   | Stylida       |
| Stylida                  | Echinaio                  | Stylida       |
| Stylida                  | Pelasgia                  | Stylida       |

## Precedente suddivisione amministrativa
Dal 1997, con l'attuazione della riforma Kapodistrias, la prefettura della Ftiotide era suddivisa in 23 comuni e 2 comunità.
| comune                    | codice YPES | capoluogo (se diverso) | codice postale |
| ------------------------- | ----------- | ---------------------- | -------------- |
| Agios Georgios Tymfristou | 4901        |                        | 350 17         |
| Agios Konstantinos        | 4902        |                        | 350 06         |
| Amfikleia                 | 4903        |                        | 350 02         |
| Atalanti                  | 4904        |                        | 352 00         |
| Dafnousia                 | 4906        | Livanates              | 350 07         |
| Domokos                   | 4907        |                        | 350 10         |
| Echinaio                  | 4909        | Raches                 | 353 00         |
| Elateia                   | 4908        |                        | 350 04         |
| Gorgopotamos              | 4905        | Moschochori            | 351 00         |
| Kamena Vourla             | 4911        |                        | 350 08         |
| Lamia                     | 4912        |                        | 351 00         |
| Leianokladi               | 4913        |                        | 351 00         |
| Makrakomi                 | 4914        |                        | 350 11         |
| Malesina                  | 4915        |                        | 350 01         |
| Molos                     | 4916        |                        | 350 09         |
| Opountia                  | 4918        | Martino                | 350 05         |
| Pelasgia                  | 4920        |                        | 350 13         |
| Spercheiada               | 4921        |                        | 350 03         |
| Stylida                   | 4922        |                        | 353 00         |
| Thessaliotida             | 4910        | Nea Monastirio         | 351 00         |
| Tithorea                  | 4923        | Kato Tithorea          | 350 15         |
| Xyniada                   | 4917        | Omvriaki               | 350 10         |
| Ypati                     | 4925        |                        | 350 16         |
| comunità                  | codice YPES | capoluogo (se diverso) | codice postale |
| Pavliani                  | 4919        |                        | 351 00         |
| Tymfristos                | 4924        |                        | 350 17         |